# RCH in het seizoen 1959/60
Het seizoen 1959/1960 was het vijfde jaar in het bestaan van de Heemsteedse betaaldvoetbalclub RCH. De club kwam uit in de Nederlandse Eerste divisie B en eindigde daarin, na een degradatiecompetitie, op de 15e plaats.

## Wedstrijdstatistieken

### Eerste divisie B
|       | AGOVV | Alkmaar '54 | D.F.C. | DHC   | De Graafschap | Eindhoven | Go Ahead | Helmondia '55 | Heracles | Hermes DVS | Leeuwarden | Limburgia | RBC   | SHS   | VSV   | ZFC   |
| ----- | ----- | ----------- | ------ | ----- | ------------- | --------- | -------- | ------------- | -------- | ---------- | ---------- | --------- | ----- | ----- | ----- | ----- |
| Thuis | 4 – 1 | 3 – 3       | 5 – 1  | 3 – 1 | 0 – 2         | 1 – 1     | 2 – 0    | 1 – 1         | 1 – 1    | 1 – 2      | 0 – 4      | 3 – 2     | 3 – 3 | 2 – 4 | 1 – 3 | 1 – 3 |
| Uit   | 2 – 0 | 3 – 2       | 2 – 1  | 1 – 2 | 2 – 2         | 4 – 3     | 1 – 3    | 3 – 0         | 0 – 0    | 4 – 0      | 5 – 5      | 4 – 1     | 2 – 1 | 4 – 3 | 4 – 1 | 3 – 2 |

### Nacompetitie voor degradatie
| Nacompetitie                                                                              | RBC                                   | 2 – 1 (2 – 1) | RCH                   |
| 6 juni 1960 Plaats: Den Haag Houtrust Toeschouwers: 9.000 Scheidsrechter: Jan Bronkhorst  | Piet Bruijninckx 24' Kees Vermunt 28' |               | 18' Piet Brouwer      |
| Nacompetitie                                                                              | RCH                                   | 2 – 1 (0 – 1) | De Graafschap'        |
| 19 juni 1960 Plaats: Utrecht Galgenwaard Toeschouwers: 5.000 Scheidsrechter: Joop Martens | Piet Brouwer 60' László Nánai 78'     |               | 27' Arie Blekkenhorst |

## Statistieken RCH 1959/1960

### Eindstand RCH in de Nederlandse Eerste divisie B 1959 / 1960
| Stand | Gespeeld | Gewonnen | Gelijk | Verloren | Punten | Doelpunten voor | Doelpunten tegen |
| ----- | -------- | -------- | ------ | -------- | ------ | --------------- | ---------------- |
| 15e   | 32       | 7        | 8      | 17       | 22     | 57              | 76               |

### Topscorers
| #              | Naam                      | Goal |
| -------------- | ------------------------- | ---- |
| 1.             | László Nánai              | 13   |
| 2.             | Doby Peters               | 9    |
| 3.             | Bram Peper                | 8    |
| 4.             | Maup Kruijer              | 6    |
| 5.             | Piet van der Lippe        | 4    |
| 6.             | W. van Doorn              | 3    |
| 6.             | Ger Krist                 | 3    |
| 8.             | Louis Biesbrouck (junior) | 2    |
| 8.             | Jan Honout                | 2    |
| 10.            | Piet Brouwer              | 1    |
| 10.            | Rokus Hoogendoorn         | 1    |
| 10.            | Henk Liefhebber           | 1    |
| 10.            | Joop Rooders              | 1    |
| 10.            | Jan Wezenberg             | 1    |
| Eigen doelpunt |                           |      |
| –              | Onbekend                  | 4    |
| Totaal         | Totaal                    | 57   |

| #      | Naam         | Goal |
| ------ | ------------ | ---- |
| 1.     | Piet Brouwer | 2    |
| 2.     | László Nánai | 1    |
| Totaal | Totaal       | 3    |